# 海兰泡
海蘭泡，俄語名布拉戈维申斯克（羅馬化：Blagoveshchensk，直译：「圣母领报之城」，简称布市），俄罗斯阿穆爾州首府。与中国黑龙江省黑河市隔江相望。

## 名稱
布拉戈维申斯克原为乌斯季泽斯基（Усть-Зейский）哨所，1858年根据当年建立的圣母玛利亚报喜教堂（Благовещения Пресвятой Богородицы）命名为布拉戈维申斯克。其原本为中国领土，原名孟家屯，后发展为城镇海兰泡，今日黑河市区旧名黑河屯也被叫做海兰泡。海兰泡名称源自于满语“海兰包”（穆麟德轉寫：Hailan Boo），意为榆树屯或树屯；一说源于蒙古语“哈喇淖尔”，意为黑泡子。中国出版的地图将其标记为布拉戈维申斯克（海兰泡）。根据自然资源部2023年2月6日发布的《公开地图内容表示规范》第十四条规定，汉语版地图中“布拉戈维申斯克”之后必须括注“海兰泡”，汉语拼音版地图和外文版地图除外。中国官媒对此城的译名并不统一，有时作“布拉戈维申斯克”，有时作“海兰泡”。

## 历史
黑龙江沿岸地区，包括布拉戈维申斯克的原住民是达斡尔族和久切尔人。至少到公元1000年左右，该地附近已经出现定居点。原本统治此地的中国清朝政府在入关后对东北地区实施了封禁，致使其人烟稀少，防务薄弱，而同一时期的俄国正积极寻求扩张领土，中国所属的远东地区逐渐进入俄国的视野。然而在清朝统治早期，中国国力较盛，仅有叶罗费·帕夫洛维奇·哈巴罗夫前来探险。1685年，清朝康熙皇帝派兵前往东北地区与俄国交战，中国获胜，并与俄国签订了《尼布楚条约》，明确划定了中俄边界，根据条约，外兴安岭以内、乌苏里江沿岸的绝大地区和库页岛均为中国领土。此后，该地区在中国统治下保持了一个多世纪的稳定。

### 帝俄时期
19世纪中期，當時代表中国的大清帝國政府陷入外国列强入侵、太平天国起义等内忧外患中，致使无暇顾及人烟稀少的东北地区，使俄国得到了趁虚而入的机会。俄国逐渐开始了对此地的殖民与开发，1856年6月2日，一支由約500名士兵組成的軍事分遣隊抵達靠近结雅河口的阿穆爾河左岸，他們清理土地，將森林連根拔起，為建築物準備原木，為菜園清理了一处土地，準備容納未來的定居者。7月11日，第一批60名定居者從跨貝加爾湖哥薩克人处集結起來。分遣隊由百夫長М.Г.特拉文率領，并堅持到冬天，以明年接收新一批定居者。他們的職責有保護食品倉庫、維護郵政服務和為未來的居民建造盡可能多的房屋。1857年，另有一百名外貝加爾哥薩克人家庭抵達阿穆爾河沿岸永久居住。
到1858年春天，已经有相当数量的俄国人已經生活在阿穆爾河畔，為使這些領土归于俄羅斯打造了有利的局面，這項任務被委託給總督尼古拉·穆拉维约夫-阿穆尔斯基，他于1858年5月17日抵達了今布拉戈維申斯克。陪同他的有堪察加半島、庫里爾群岛和阿留申群岛的主教英诺坚季（Иннокентий）。5月21日，英诺坚季主教在乌斯季泽斯基建立了一处寺廟，以紀念聖母瑪利亞報喜。 5月24日，在俄国方面的文攻武吓及逼迫下，清朝政府代表与以阿穆尔斯基為首的俄羅斯外交部官員開始談判，談判持续了5天，並按照中國和俄羅斯習俗舉行了儀式。5月28日，中俄《瑷珲條約》簽署，阿穆爾河左岸被承认为俄国领土，条约中关于领土变更的内容在第二次鸦片战争后的《北京条约》中予以确认。次日，穆拉维约夫在護衛艦的陪同下莊嚴返回乌斯季泽斯基，伊納基奇主教立即送上祈禱。30日，在合约簽訂后的招待會上，阿穆尔斯基用以下的話祝賀所有參與者：“同志們！祝賀！我們的工作沒有白費，阿穆爾河成為俄羅斯的財產。神聖的東正教為你祈禱！謝謝你俄羅斯！亞歷山大皇帝萬歲，在他新獲得的土地的庇護下繁榮昌盛。萬歲！”6月2日，條約文本和尼古拉·尼古拉耶维奇·穆拉维约夫-阿穆尔斯基提出的進一步行動計劃被送交亞歷山大二世皇帝審查，因重新劃分領土，皇帝把他提升至伯爵。“阿穆爾斯基”這個詞與穆拉維約夫的姓氏有關，參與簽訂合同的200餘人均獲獎。7月17日，根據法令建立了布拉戈維申斯克市。12月20日，阿穆爾州由皇帝亞歷山大二世的最高命令建立，布拉戈維申斯克成為其行政中心，這座城市是俄羅斯在阿穆爾河畔的前哨基地，保護著它的遠東邊界。1859年1月2日，在伊那基奇主教的努力下，堪察加教區的行政部门遷往布拉戈維申斯克。

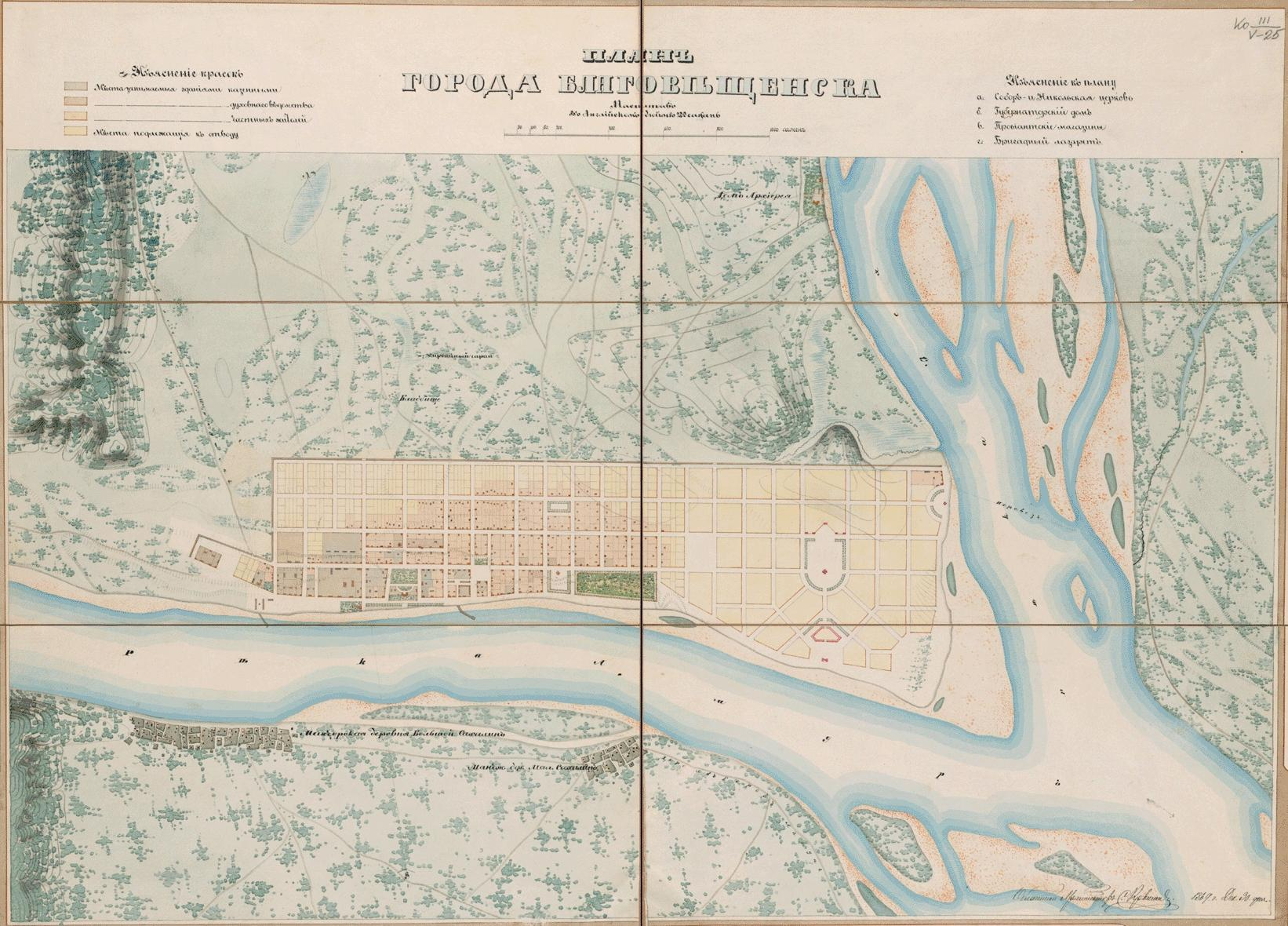
1869年城市规划

1865年起，阿穆尔州开始允許私人開採金礦。直到蘇聯時期，城市的進一步發展與金礦開採密不可分。1894年，在阿穆尔河上開採了超過13噸的黃金。只有通過水路才有可能到達偏遠的礦井，水路的发展更快。與此同時，農業也發展良好。19世紀90年代，阿穆爾州人均糧食產量的平均水準至少為50普特，同时期弗拉基米爾省和莫斯科省為27普特，在烏克蘭南部為51普特。
1867年，尼古拉·米哈伊洛維奇·普熱瓦利斯基訪問了布拉戈維申斯克。1876年，第一任市長М.О.马奇亚斯基（Макеевский）就任。1888年，商人Н.С.勒沃夫（Львов）在阿穆爾州的第一家鑄鐵廠在該市開業，同时該市發展了木工行業，至19世紀末，這座城市已成為一個大型河港和工業中心。1905年时，有157艘輪船和220艘駁船。然而布拉戈維申斯克主要是一個商業城市。幾個主要的商業和工業建筑如昆斯特和阿尔伯斯百货公司及很多商業組織為公民提供了各種商品。
1889年，阿穆爾哥薩克軍隊的百夫长德米特里·尼古拉耶维奇·佩什科夫（Дмитрий Николаевич Пешков）開始了穿越布拉戈維申斯克至聖彼得堡的馬術比赛，該比賽於1890年5月19日結束。他騎著一匹綽號為「灰色」的蒙古馬，在針葉林中騎了六個月，有时冬季有-40℃的霜凍。亞歷山大三世為了庆祝他的到來，在聖彼得堡安排了一次遊行。法國電影導演乔尔·法奇（Жоелем Фарже）据此2006年拍攝了電影《塞尔科（Серко）》。契訶夫1890年訪問了布拉戈維申斯克，他在信中留下了以下筆記：“在這裡，他們不怕大聲說話。這裡沒有人可以逮捕，也無處可送，盡可能地自由。人民越來越獨立、自力更生、合乎邏輯；我愛上了丘比特，我很樂意靠它生活兩年。美麗，寬敞，自由，溫暖。最後一位流亡者在阿穆爾河上的呼吸比俄羅斯的第一位將軍更容易。丘比特是一個非常有趣的地區。這裡的生活正在如火如荼地進行，在歐洲他們不知道這一點。”1891年，尼古拉二世訪問布拉戈維申斯克。從布拉戈維申斯克到聖彼德堡的第一列火車1913年12月26日出發。

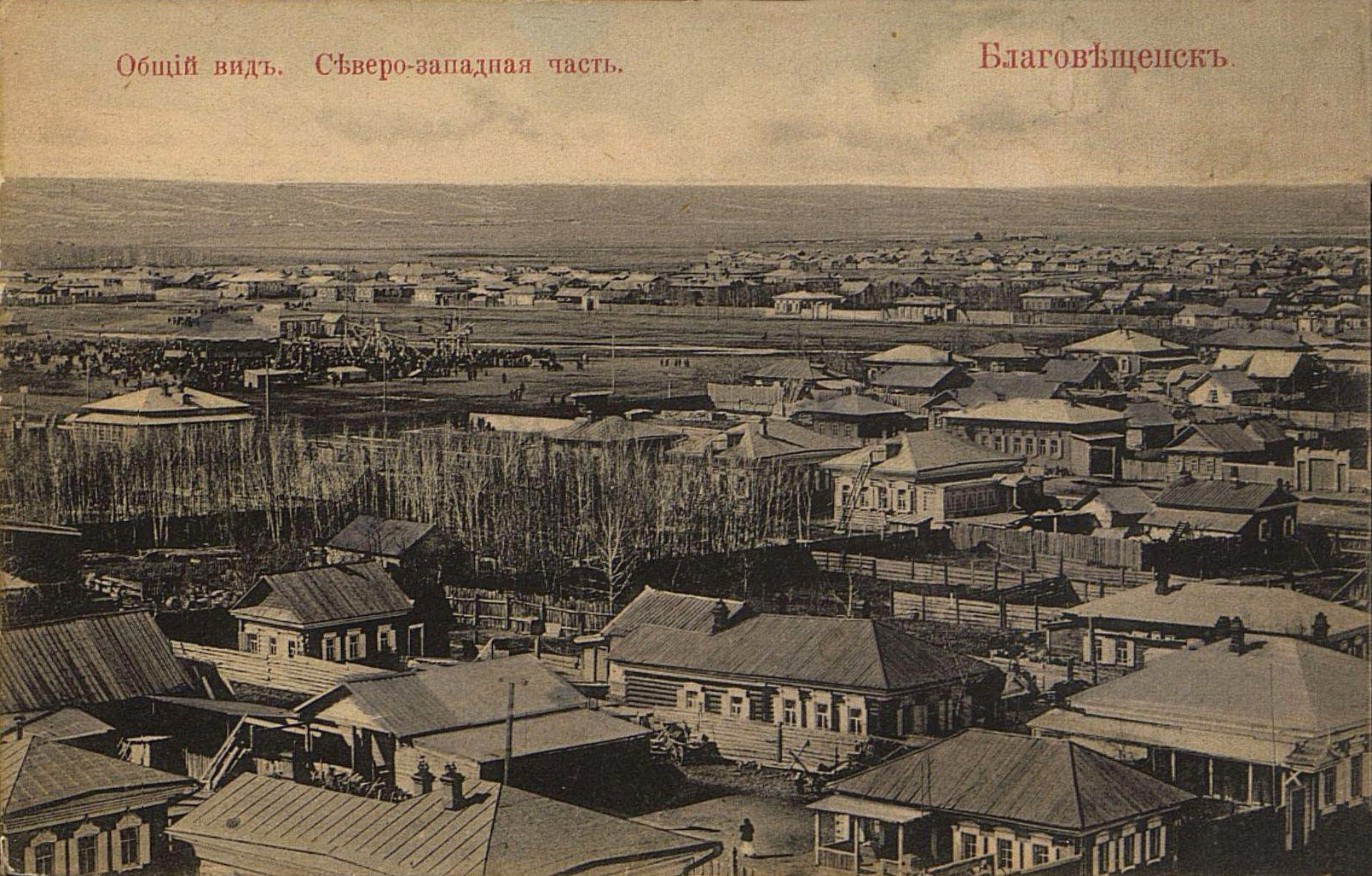
1900年的布拉戈维申斯克

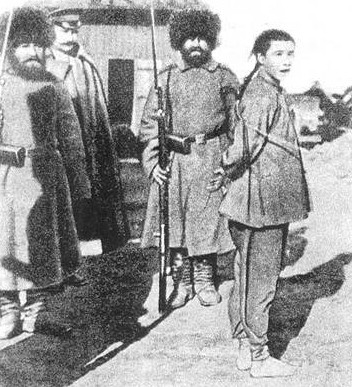
海兰泡惨案中，俄军绑缚中国人准备屠杀

1900年夏，中国发生義和團起義，此时在布拉戈維申斯克的俄国人也與中國人發生了衝突。7月14日，中國在阿穆爾河上襲擊俄羅斯船隻。俄羅斯居民武裝自己，準備擊退中國的襲擊以及居住在該市和該地區的華人可能採取的敵對行動。瑷珲開始兩個星期大規模的炮擊。。針對中國人的暴力和謀殺案件越來越頻繁。警察局長沒有明確宣佈驅逐中國人出該市，而是計劃將他們在河的最窄處運送到对岸。事实上负责执行的哥薩克暴力驅趕中國人，原因不明。在此过程中許多人死亡。目擊者Н.З.格鲁布佐夫（Голубцов）写道：“村裡的交通設施很少，對於兩千多人的人群來說，找到它們並不容易。與此同時，他們並沒有停止從另一邊射擊。這裡有一個通過游泳直接穿越阿穆尔河的中國人的事實。當然，他們中很少有人能抵達对岸，但即使抵达，他們也等待著悲傷的命運：被同胞毆打。”日本旧制第一高等学校由此事件编曲舍歌黑龙江的流血。

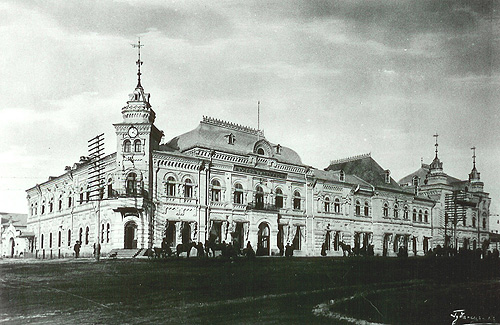
1911年昆斯特和阿尔伯特百货公司

### 苏联时期
1917年11月25日，該市收到了彼得格勒十月革命的第一批資訊和蘇維埃政權的第一部法令。当时费多尔·尼卡诺罗维奇·穆欣（Фёдор Никанорович Мухин）領導市議會。1918年，伊万·米哈伊洛维奇·伽莫夫（Иван Михайлович Гамов）在布拉戈維申斯克组织反对蘇維埃政權的伽莫夫叛乱。以他為首的哥薩克人佔領城市，逮捕了地區執行委員會所有成員。阿穆爾軍區司令部軍事部門雇員穆拉维约夫（Муравьёв）上尉1919年3月前往布拉戈維申斯克出差的報告中寫：“日軍現在駐紮在阿穆爾鐵路沿線，保護車站、橋樑和其他鐵路設施免受布爾什維克的攻擊和破壞。日軍主要基地是布拉戈維申斯克，他們的部隊集中在山田將軍指揮下的一個旅，有兩輛裝甲列車和八架飛機。如有必要，派往所需地點的分遣隊從這裡分配來與布爾什維克作戰”。日军以殘忍的處決而聞名，例如在26日至27日晚上，16名阿穆爾政委在今天被第一市醫院佔領的領土上被處決。1920年5月18日阿穆爾游擊隊和遠東共和國軍隊將日本人驅逐出阿穆爾州領土。

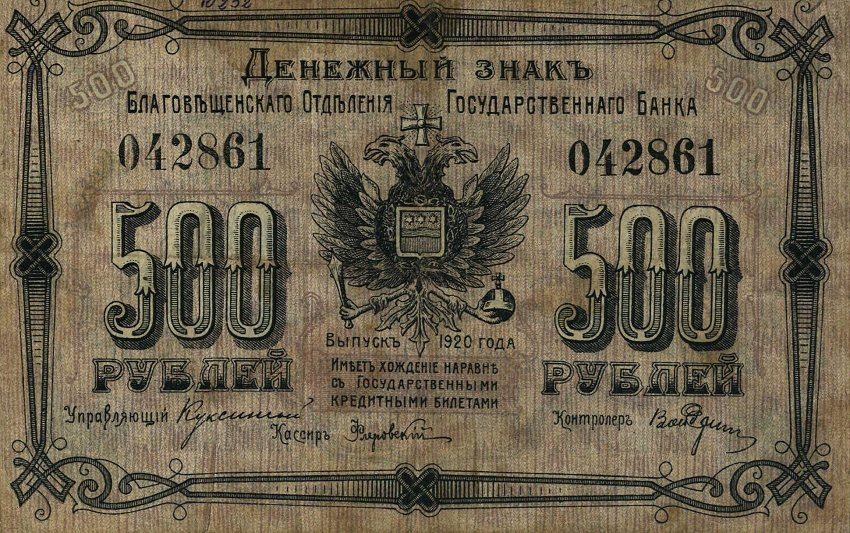
1920年500布拉戈维申斯克卢布

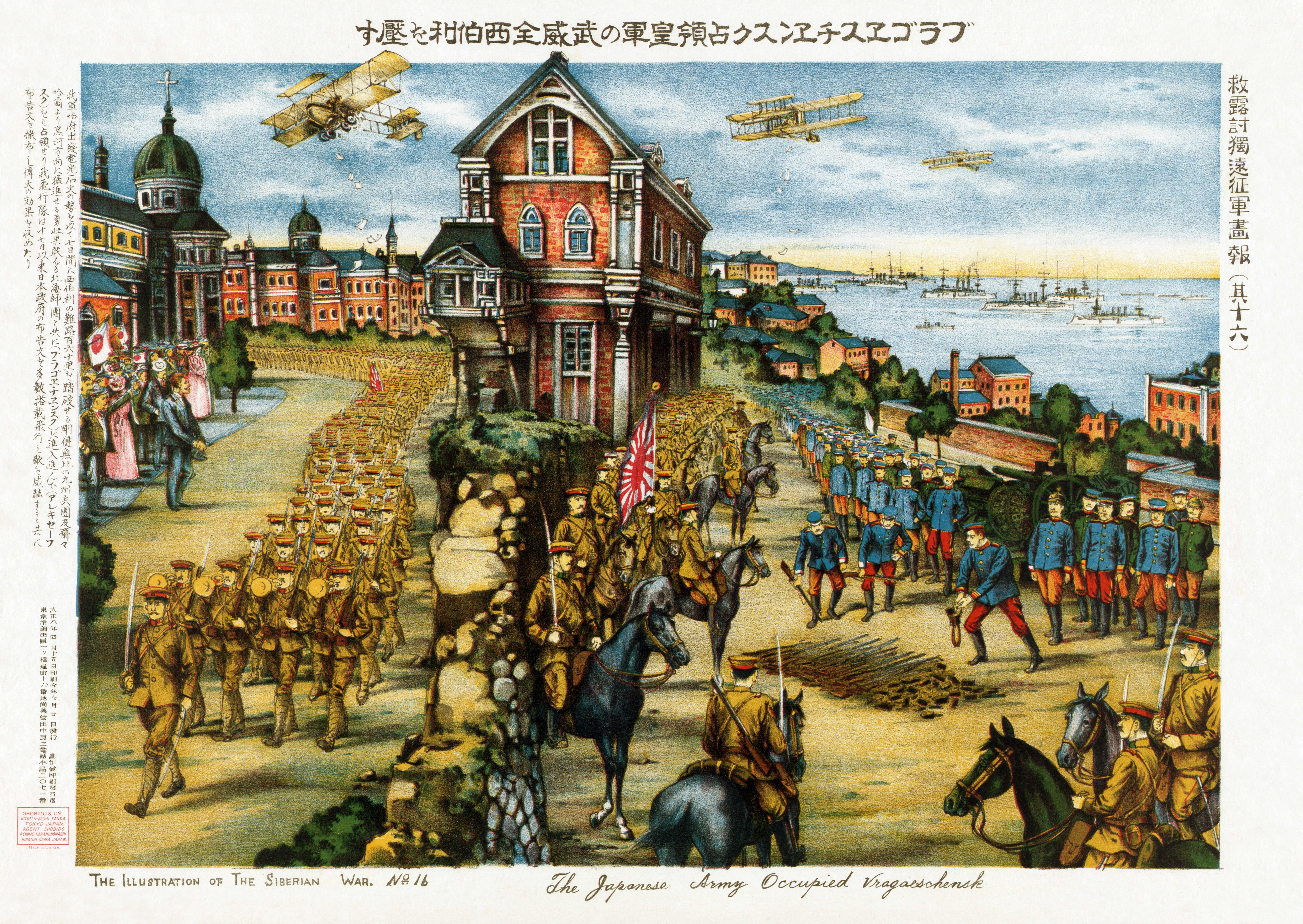
描绘日军占领远东地区的海报

1920-1922年，阿穆尔州是遠東共和國的一部分。1922年11月，阿穆爾州成為阿穆爾省，布拉戈維申斯克成為省中心直到1926年3月。苏俄法律直到1924年才在該市生效。20世紀20年代，該市依邊境城市法律發展貿易——有合法貨物贸易和走私。与中国主要是以酒精換黃金。
1937年由於農業集體化的引入及該地區金礦基地的剝奪使局勢惡化。20世紀30年代，阿穆尔金属工人（Амурский металлист）廠成立，火柴廠重建，建设一家服裝和糖果工廠。阿穆爾河对岸局勢日趋緊張，日本在滿洲積極行動，并在1932年佔領满洲。他們與俄羅斯流亡者加强在阿穆爾州奪取政權的意图。1931年，布拉戈維申斯克人康斯坦丁·弗拉基米羅維奇·羅扎耶夫斯基創建俄羅斯法西斯黨，意图破壞并進軍阿穆尔州。
偉大的衛國戰爭中動員該市居民往各條戰線。1945年苏联发动八月风暴，第2红旗军渡過阿穆爾河迅速击溃日军。在城市堤上有建立一艘裝甲船紀念碑纪念這個事件。

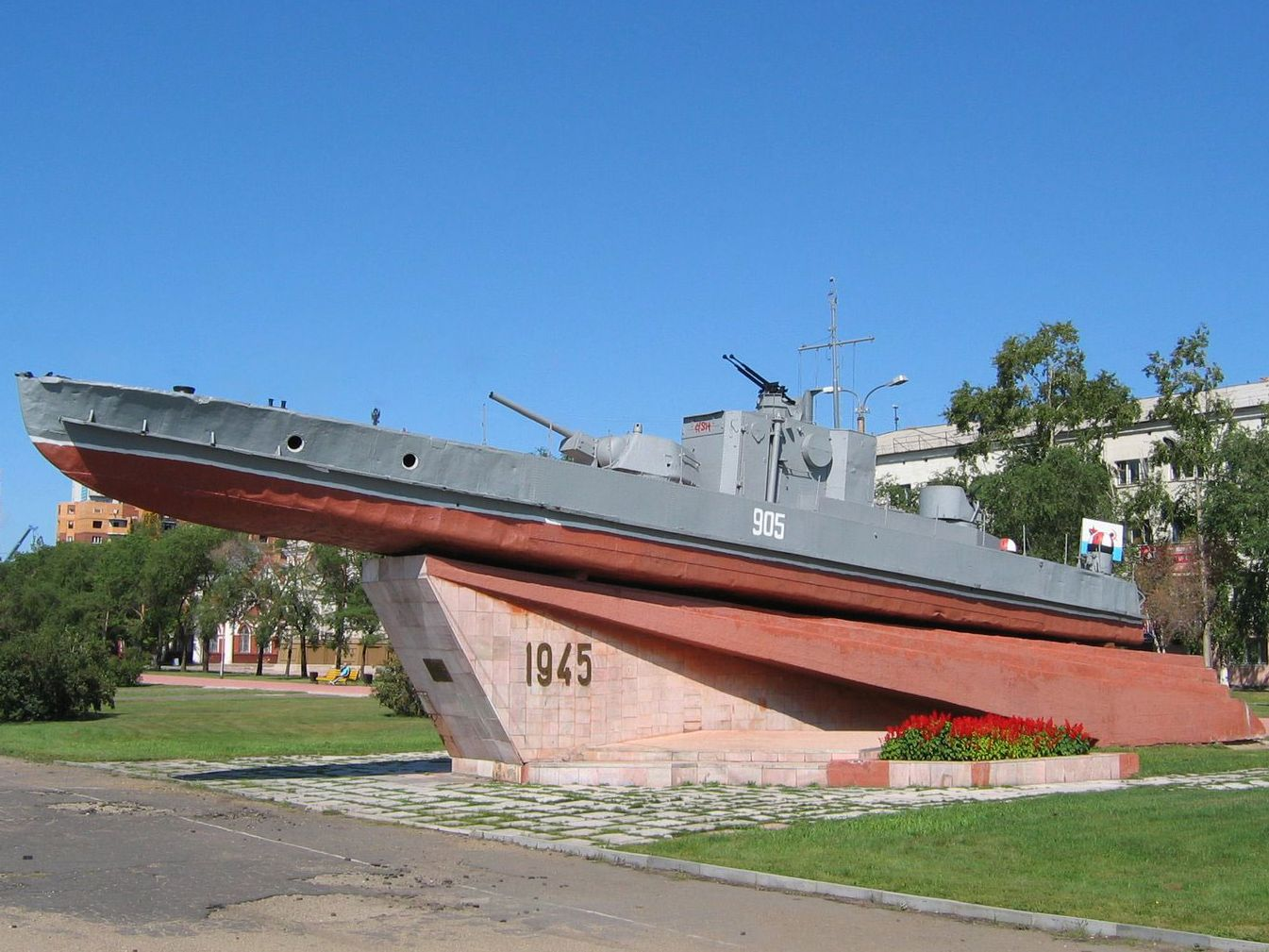
阿穆尔河堤上的装甲舰纪念碑

直到20世紀80年代末，苏联政府限制蘇聯其他地區的居民進入布拉戈維申斯克，禁止外國人入境，要參觀這座城市需要朋友或親戚的邀請以及特別通行證，因此犯罪率低。但同时也沒有人口增長，布拉戈維申斯克在1958年成立100周年時才增加10萬居民。
1966年—1976年間，正值阿穆爾河對岸的中華人民共和國發生全國性的文化大革命，在中華人民共和國境內有人使用喇叭以24小时不间断地隔江对布拉戈维申斯克放送毛泽东思想進行宣传及广播。
1975年11月至1994年間，布拉戈維申斯克有2個城區：列宁区（Ленинский）包括城市東部地区和城市西部的波格拉尼奇内（Пограничный）。各區之間的邊界沿纪念10月革命50周年命名的街道划分。

### 后苏联时期
俄羅斯聯邦政府批准的遠東和貝加爾湖地區2025年社會經濟發展戰略計劃在布拉戈維申斯克附近建造黑河－布拉戈维申斯克界河公路大桥连接该市和黑河，计划2020年通车。受 COVID-19 疫情影响，该桥直到2022年6月10日才通车。

## 地理特征

### 地理位置
城市位於阿穆爾河-结雅平原南端，阿穆爾河左岸与结雅河交匯處。距莫斯科7985km，隔江與中國黑河市愛輝區相望。布拉戈維申斯克市和黑河市區被阿穆爾河隔開，寬度約550m。布拉戈維申斯克和黑河之間實行免簽證制度。结雅河有時会溢出河道，最大的一次发生在1928年8月。
布拉戈維申斯克建造得像一座羅馬軍營，筆直的街道彼此平行、垂直，有些连通於阿穆爾河，有些连通於结雅河，街区是規則的矩形。城市的這種佈局仍然保留下來。目前，城区沿阿穆爾河延伸8km，沿结雅河延伸13km。

### 自然
布尔哈诺夫卡河和奇吉林卡（Чигиринка）河穿城而过。城市地形大部平坦，有小山丘。
布拉戈維申斯克附近栖息有丹頂鶴。城外生長有蓮。城郊风景如画。

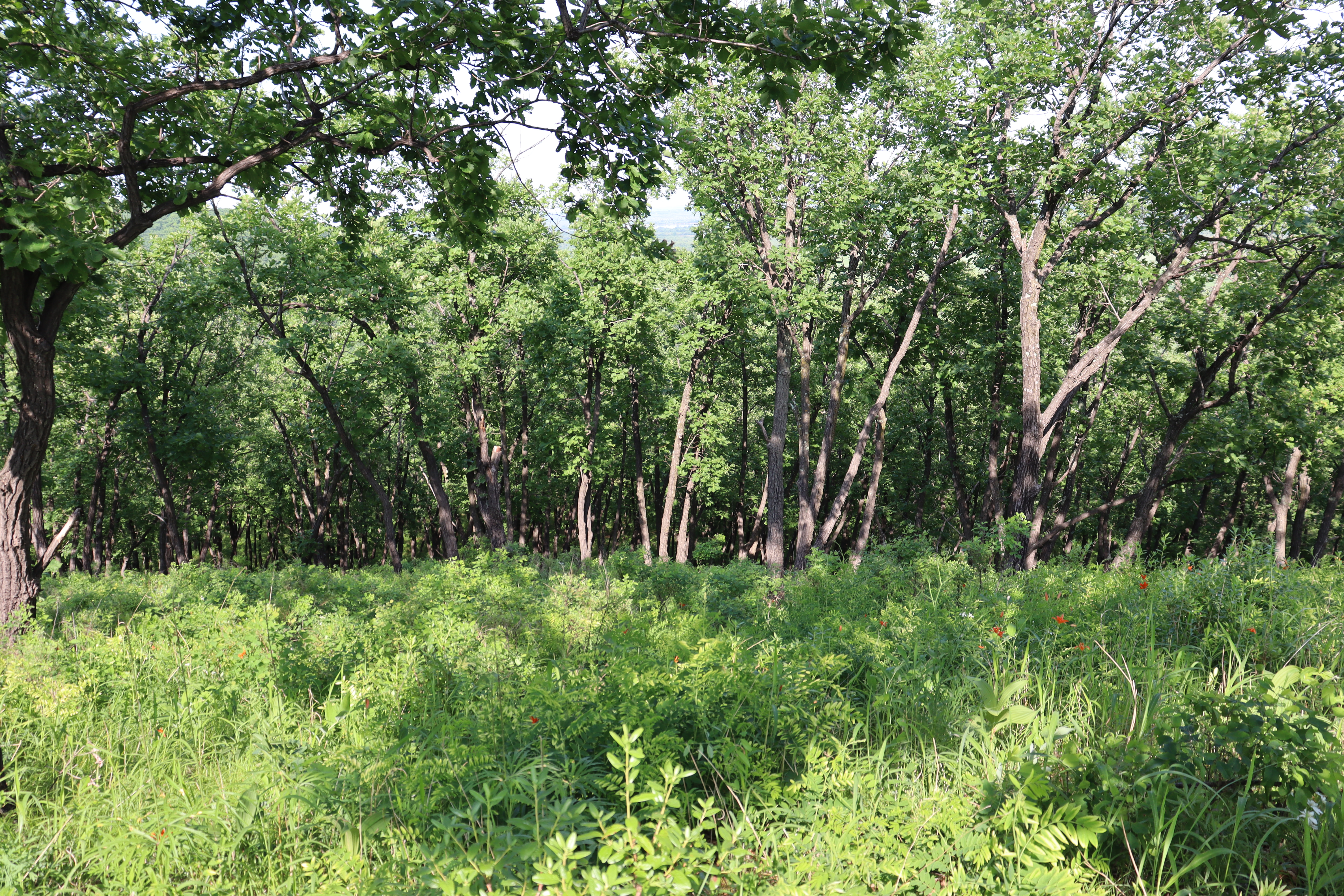
温带落叶林
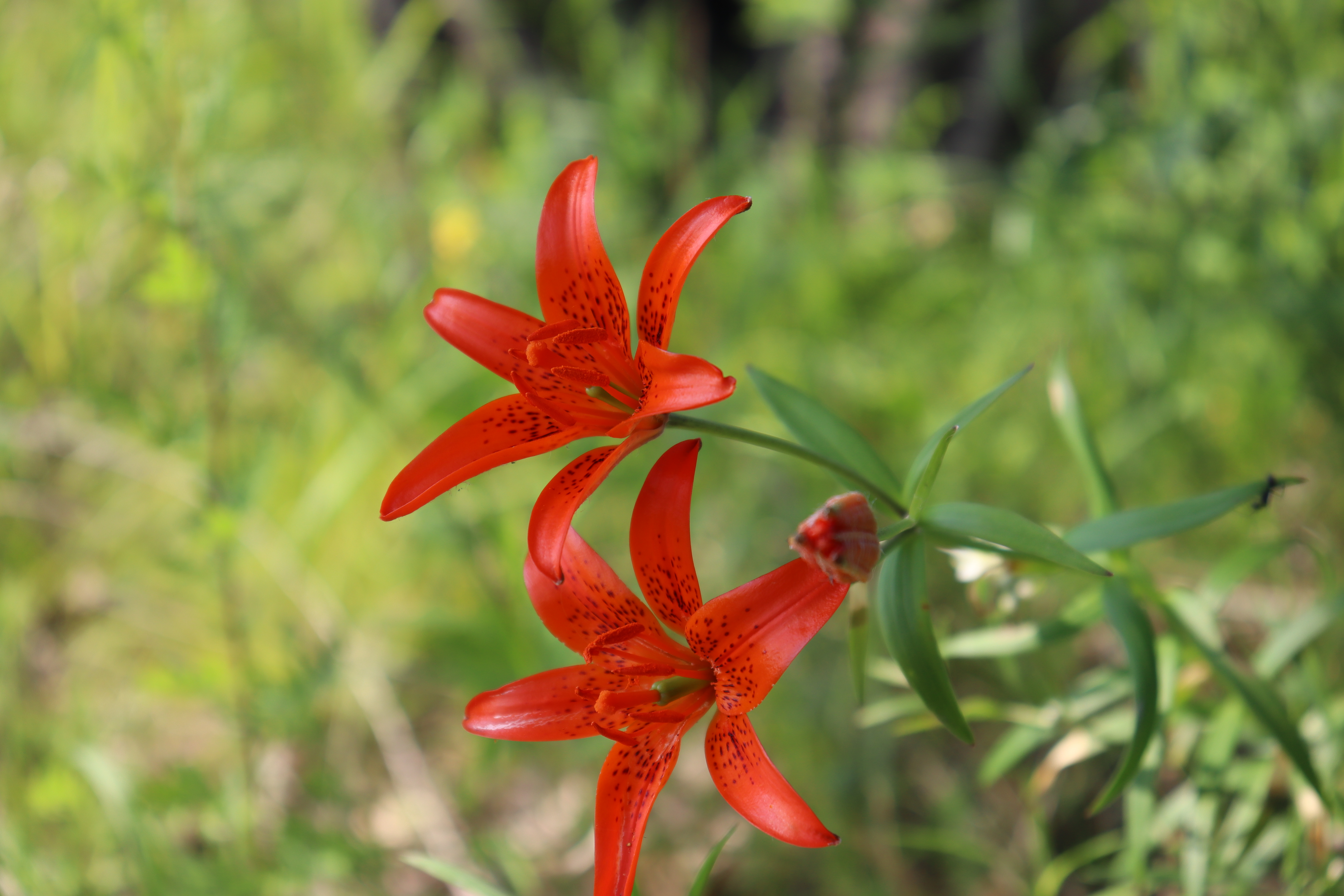
红色的百合
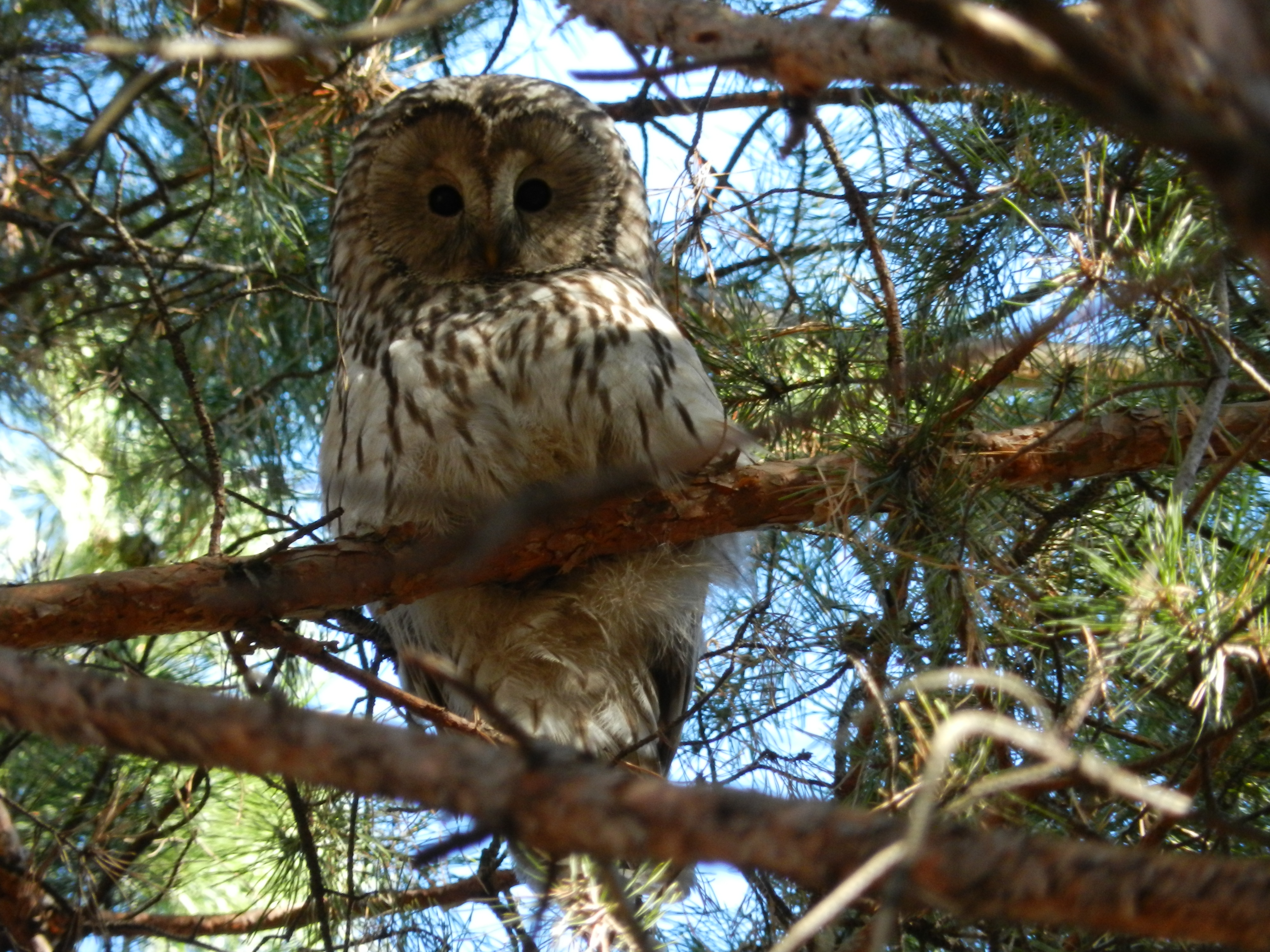
長尾林鴞
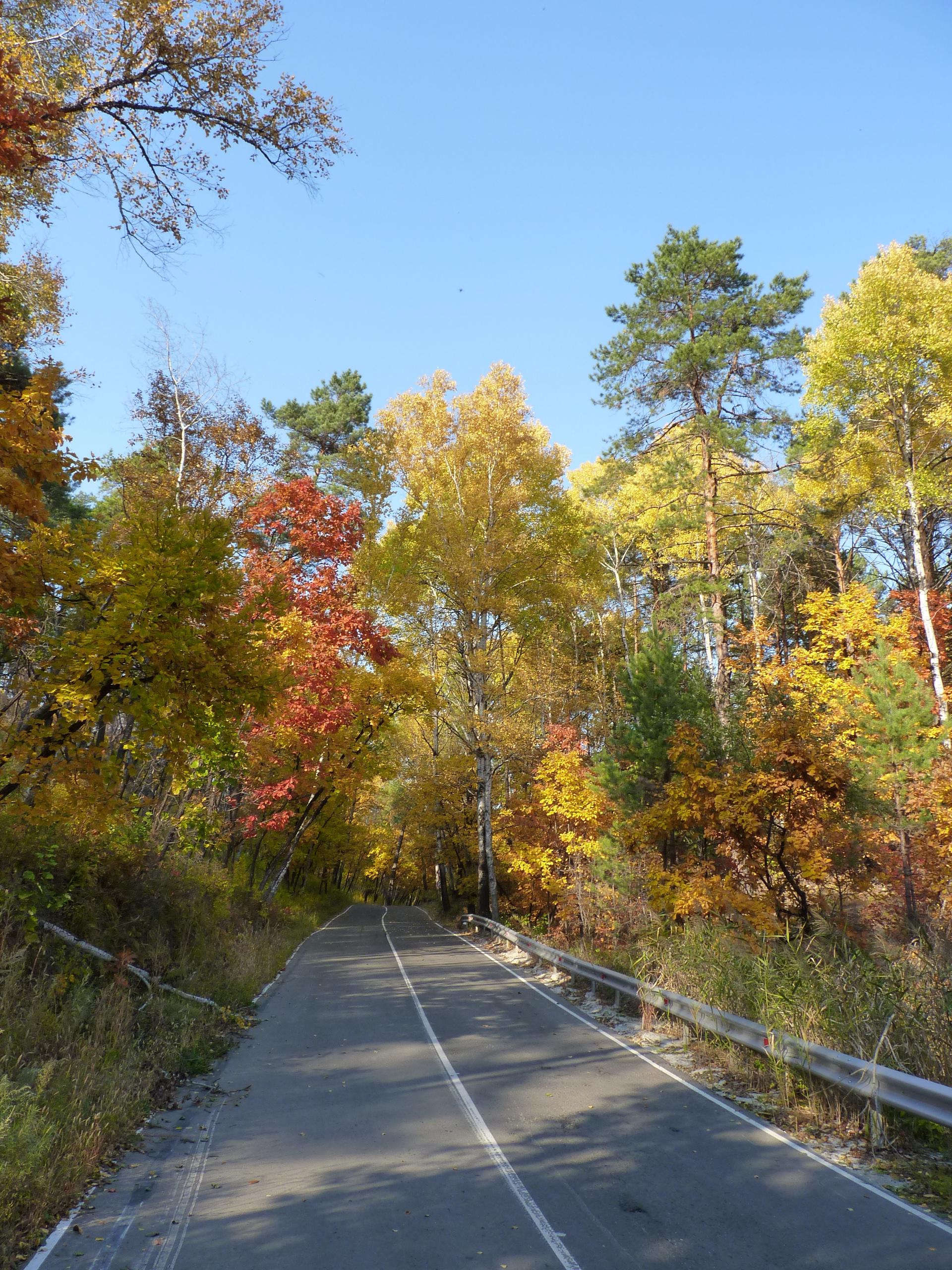
通往穆欣卡（俄语：Мухинка）的公路

### 时区
布拉戈維申斯克位於MSK+6時區。比UTC時間偏移+9：00。布拉戈維申斯克的平均地方时太陽正午在标准时12：30。

### 气候
布拉戈維申斯克與基輔和俄羅斯黑土地區同一纬度，较之冬天更長、更冷。布拉戈維申斯克氣溫非常依賴於陽光的持續時間和入射的太陽熱量。12月比2月冷，6月比8月略冷。布拉戈維申斯克气候是溫帶季風氣候，略带大陆性。氣候的大陸性表現為較大的年（43 °C）和日（10-15 °C）溫度振幅。季風表現為季節性風，活躍的氣旋活動和溫暖季節的大量降水。夏季炎熱，陽光充足；冬季寒冷乾燥，積雪量低。最高溫度記錄是在2010年6月25日，當時該市的氣溫上升到39.4 °C。
| 布拉戈维申斯克市气候数据（1981-2010） | 布拉戈维申斯克市气候数据（1981-2010） | 布拉戈维申斯克市气候数据（1981-2010） | 布拉戈维申斯克市气候数据（1981-2010） | 布拉戈维申斯克市气候数据（1981-2010） | 布拉戈维申斯克市气候数据（1981-2010） | 布拉戈维申斯克市气候数据（1981-2010） | 布拉戈维申斯克市气候数据（1981-2010） | 布拉戈维申斯克市气候数据（1981-2010） | 布拉戈维申斯克市气候数据（1981-2010） | 布拉戈维申斯克市气候数据（1981-2010） | 布拉戈维申斯克市气候数据（1981-2010） | 布拉戈维申斯克市气候数据（1981-2010） | 布拉戈维申斯克市气候数据（1981-2010） |
| 月份                                  | 1月                                   | 2月                                   | 3月                                   | 4月                                   | 5月                                   | 6月                                   | 7月                                   | 8月                                   | 9月                                   | 10月                                  | 11月                                  | 12月                                  | 全年                                  |
| ------------------------------------- | ------------------------------------- | ------------------------------------- | ------------------------------------- | ------------------------------------- | ------------------------------------- | ------------------------------------- | ------------------------------------- | ------------------------------------- | ------------------------------------- | ------------------------------------- | ------------------------------------- | ------------------------------------- | ------------------------------------- |
| 历史最高温 °C（°F）                   | 0.2 (32.4)                            | 7.0 (44.6)                            | 20.3 (68.5)                           | 31.4 (88.5)                           | 34.7 (94.5)                           | 39.4 (102.9)                          | 37.7 (99.9)                           | 36.9 (98.4)                           | 33.5 (92.3)                           | 28.0 (82.4)                           | 13.4 (56.1)                           | 3.6 (38.5)                            | 39.4 (102.9)                          |
| 平均高温 °C（°F）                     | −15.6 (3.9)                           | −9.5 (14.9)                           | −0.5 (31.1)                           | 11.0 (51.8)                           | 19.5 (67.1)                           | 25.5 (77.9)                           | 27.3 (81.1)                           | 25.1 (77.2)                           | 18.9 (66.0)                           | 9.1 (48.4)                            | −4.9 (23.2)                           | −14.7 (5.5)                           | 7.6 (45.7)                            |
| 日均气温 °C（°F）                     | −21.5 (−6.7)                          | −16.3 (2.7)                           | −6.8 (19.8)                           | 4.7 (40.5)                            | 12.8 (55.0)                           | 19.3 (66.7)                           | 21.8 (71.2)                           | 19.6 (67.3)                           | 12.7 (54.9)                           | 3.2 (37.8)                            | −10 (14)                              | −19.8 (−3.6)                          | 1.6 (34.9)                            |
| 平均低温 °C（°F）                     | −26.2 (−15.2)                         | −21.9 (−7.4)                          | −12.6 (9.3)                           | −1.2 (29.8)                           | 6.6 (43.9)                            | 13.6 (56.5)                           | 17.2 (63.0)                           | 15.1 (59.2)                           | 7.6 (45.7)                            | −1.5 (29.3)                           | −14.1 (6.6)                           | −24.1 (−11.4)                         | −3.5 (25.7)                           |
| 历史最低温 °C（°F）                   | −44.5 (−48.1)                         | −45.4 (−49.7)                         | −35.7 (−32.3)                         | −17.7 (0.1)                           | −7.5 (18.5)                           | 0.1 (32.2)                            | 8.2 (46.8)                            | 4.4 (39.9)                            | −4.3 (24.3)                           | −24.8 (−12.6)                         | −32.9 (−27.2)                         | −41.2 (−42.2)                         | −45.4 (−49.7)                         |
| 平均降水量 mm（）                     | 7 (0.3)                               | 5 (0.2)                               | 11 (0.4)                              | 31 (1.2)                              | 45 (1.8)                              | 85 (3.3)                              | 134 (5.3)                             | 122 (4.8)                             | 62 (2.4)                              | 25 (1.0)                              | 14 (0.6)                              | 10 (0.4)                              | 551 (21.7)                            |
| 平均降雨天数                          | 3                                     | 2                                     | 3                                     | 6                                     | 8                                     | 8                                     | 10                                    | 10                                    | 6                                     | 5                                     | 4                                     | 2                                     | 67                                    |
| 平均相對濕度（％）                    | 73                                    | 68                                    | 62                                    | 55                                    | 55                                    | 70                                    | 78                                    | 80                                    | 72                                    | 62                                    | 67                                    | 74                                    | 68                                    |
| 来源：Погода и Климат                 |                                       |                                       |                                       |                                       |                                       |                                       |                                       |                                       |                                       |                                       |                                       |                                       |                                       |

### 灾难
布拉戈維申斯克最大的洪水發生在1958年。水位高達9m，衝破水壩進入城市。1984年8月，布拉戈維申斯克又經歷了一次嚴重的洪水。阿穆爾河的水位超過8m半。河堤沿線的房屋淹沒。洪水的起因是阿穆爾河和结雅河上游的大雨和洪水。
2011年7月31日，布拉戈維申斯克發生了龍捲風。當地時間2011年10月14日16：15，布拉戈維申斯克发生地震。震中位於地區北部。2013年8月，布拉戈維申斯克又经历了一次洪水，超過780人失去家園。該市有31段道路因土壤沉降確認受損。
2021年6月26日，布拉戈維申斯克附近的阿穆爾河水位超過2013年的洪水標記822cm.6月27日超過1984年的标记857cm。

## 人口
截至2021年1月1日，該市人口在俄羅斯聯邦1116個城市中排名第88位。在革命前，布拉戈維申斯克的人口迅速增長。1868年有3,500人，1878年有5,000人，1888年有20,000人，1898年有40,000人，1905年有50,000多人，1913年約為80,000人。
1900年中俄戰爭開始時，人口短缺而無法保衛城市和地區。1901年戰爭結束后，部長委員會主席伊万·尼古拉耶维奇·杜尔诺夫向尼古拉二世提出在阿穆爾州安置特維爾、坦波夫、圖拉、庫爾斯克、莫斯科、梁赞、雅羅斯拉夫爾、卡盧加、弗拉基米爾州、沃洛格達、辛比爾斯克、切爾尼戈夫、波爾塔瓦、哈爾科夫省以及維爾納和波蘭維斯瓦河領土的无地農民。國家发放貸款、開辦農場，向定居者提供了大量援助。

## 地方政府

### 從1876年到蘇聯時代市長
- М. О. Мокеевский
- Л. А. Бенкендорф
- В. И. Кухтерин
- П. Ф. Турчанинов
- В. П. Ефимов
- А. В. Кириллов
- И. Д. Пришепенко
- П. П. Попов
- А. Н. Алексеевский
- А. В. Черняк.

### 俄联邦成立后市长
- Юрий Гаврилович Ляшко（1985-1996）
- Колядин Александр Михайлович（1996-2004）
- Александр Анатольевич Мигуля（2004-2010）

### 市政府负责人
- Владимир Александрович Кобелев（2010-）

### 行政首長
- Николай Алексеевич Неведомский（2010-2011）
- Павел Викторович Березовский（2011-2014）
- Александр Александрович Козлов（2014）

### 2014年起市长
- Александр Александрович Козлов（19 Sep 2014 - 25 Mar 2015）
- Валентина Сергеевна Калита（25 Mar 2015 - 25 Jul 2020）
- Благовещенска Имамеев Олег Гатауллович（27 Jul 2020 - ）

### 市杜马议长
- Евглевская Елена Игоревна（19 Sep 2019 - ）

## 经济
大型企业有生产采矿设备的阿穆尔金屬工廠、生产海拖船和圍網船的十月革命造船厂、结雅糖果廠和阿穆尔鋼筋混凝土結構廠。布拉戈维申斯克还有很多赌场，2000年代有20家合法赌场。尽管俄政府禁止开设非法赌场，由于俄政府腐败，仍有中国人在此开设地下赌场。

### 能源
供热和部分供电由布拉戈維申斯克热电厂提供。隨著城市工業的發展和新微區的建設，決定建造車站的第二階段。遠東配電網公司的執行辦公室设在布拉戈維申斯克，該公司負責遠東的35-110kV配電網路，电网包括阿穆尔电网分支，哈巴罗夫斯克电网分支，滨海边疆区电网分支，ЕАО电网分支和南雅库特电网分支。

### 联络
布拉戈維申斯克電話號碼六位數，城市代碼4162。主要电信服务公司是俄罗斯电信。
蜂窩通信2G、3G和4G由全俄羅斯運營商移動電信、Beeline、Megafon 和 Yota 提供。中國移動和中國聯通的GSM和4G通信在布拉戈維申斯克可用。直到2005年兩家運營商还在布拉戈維申斯克運營尋呼服務。

### 城市交通
布拉戈維申斯克的公共交通以公交车、电车和計程車为主。船只（冬季公共汽車，淡季氣墊船）在阿穆爾河客運。
在布拉戈維申斯克，大約有50條城市、郊區和市际的公交和电车交通路線。主要承運商是“1275號車隊”，主要使用大宇公司 BS106 巴士。私營企業家使用的主要交通工具是 BAW 2245 Street 和五十鈴 Bogdan A092。還使用中通客车和巴甫洛夫斯克汽车厂巴士。直到1997年，liAZ-677 和 Ikarus-280 公共汽車，以及幾輛伊卡洛斯-280公共汽車主要在路線上工作。1994-1997年，在哈巴羅夫斯克邊疆區阿穆爾斯克生產的三輛 Альтерна-4216 公交車也在城市路線上工作。

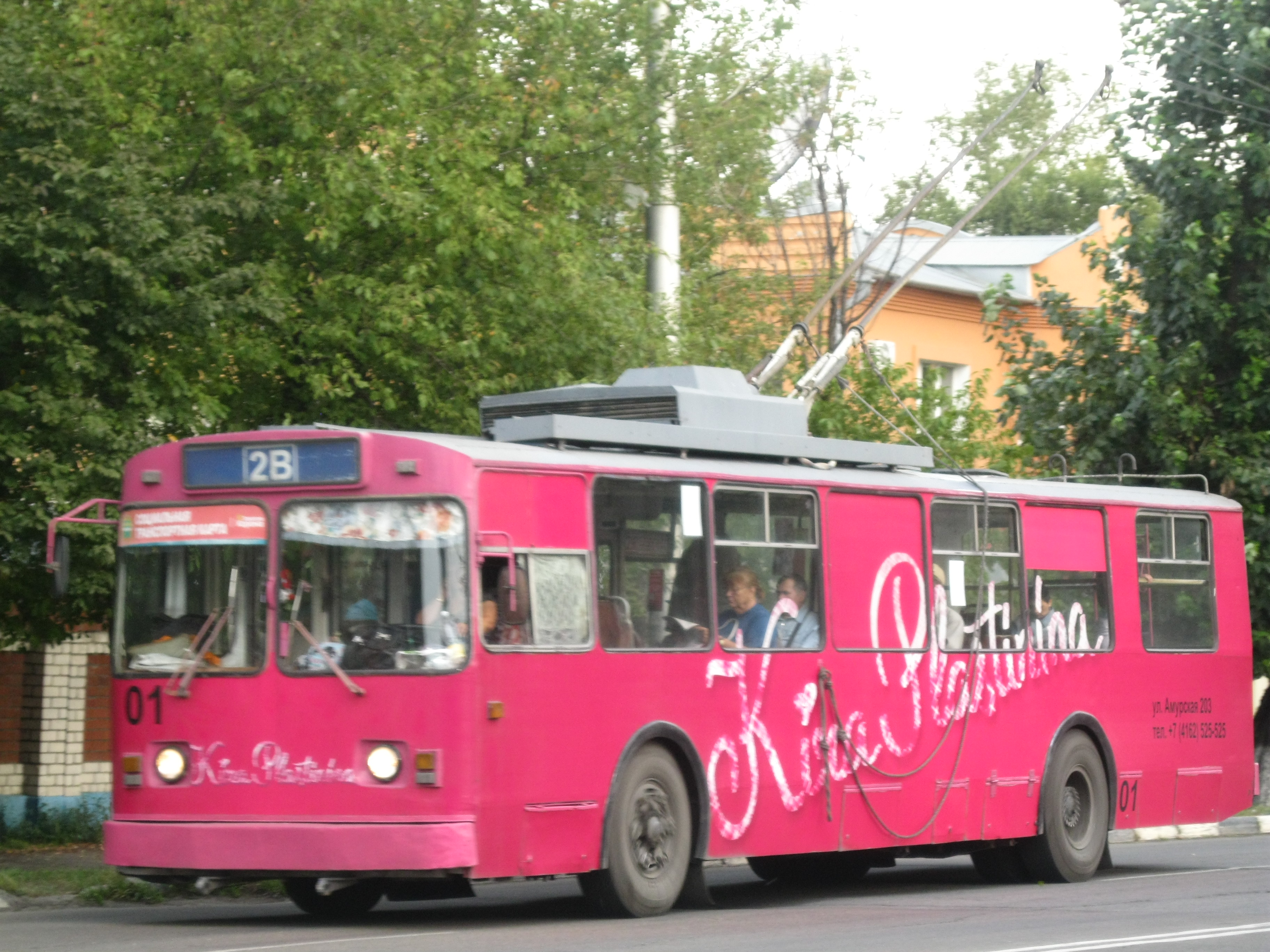
无轨电车

1979年開通無軌電車。1990-2002年，通往市1號醫院的4號線（高爾基街沿線）開始運營（已停运）。直到2015年，2K路線才開始運營。2015年以來一直由中等容量的公共汽車提供服務。2016年最後一條無軌電車路線2B被取消，無軌電車站關閉。2B路成為捷尼斯托（Тенистой）的2K路公交車，並開始由中小型公交車提供服務。加里寧的 2K 路線和捷尼斯托的2K路線被轉移到市政運營商“1275號車隊”。

### 城际交通
伊格納耶沃機場可飞往俄罗斯的主要城市，以及中国、泰国和越南。通过布拉戈维申斯克火车站可進行铁路运输。

### 桥梁

#### 结雅河

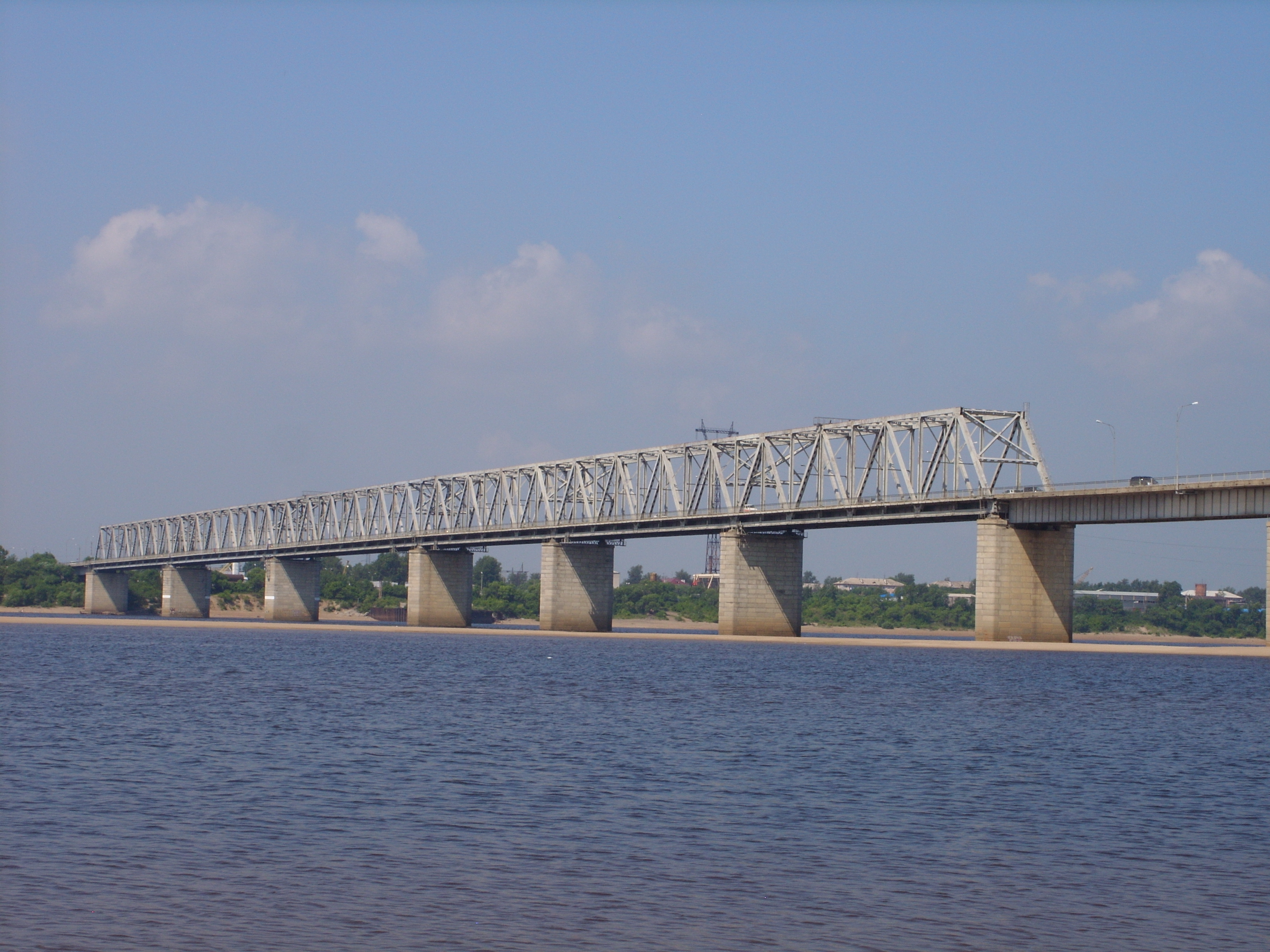
结雅河公路桥

唯一（截至2014年）橫跨澤雅的汽車橋。连接干线（Магистральной）街和 P461 高速公路（布拉戈維申斯克-賴奇欣斯克）。计划2014年在高爾基街地區开始建造第二座橫跨结雅河的汽車橋，实际推遲到2015年，2017年测試。計劃該橋將有兩條車道，寬10m，橋長1933m；有一個交匯處和一個轉彎環。根據城市2025年總體規劃，這座橋計劃在十月街地區建造。

#### 阿穆尔河

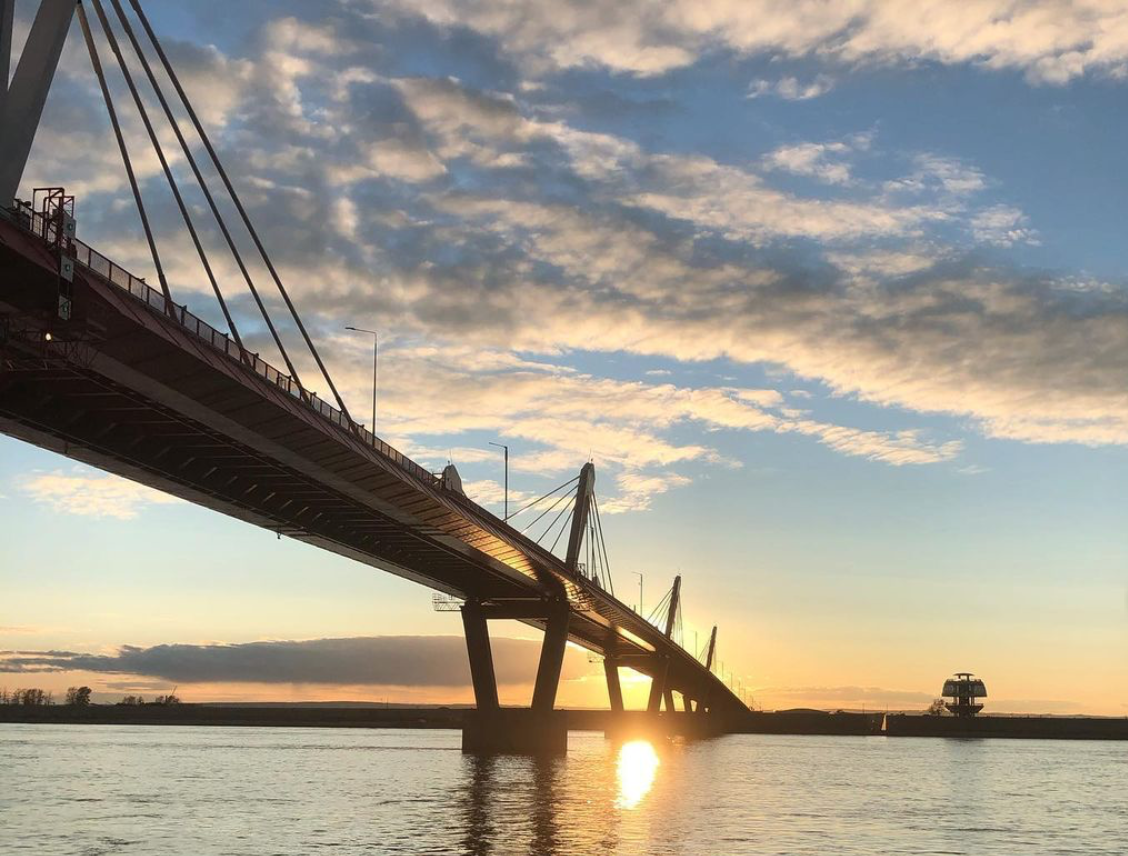
黑河－布拉戈維申斯克界河公路大橋

自2012年以來，阿穆爾河上春季和秋季每年都建造一座浮橋。當時俄羅斯和中國之間既沒有航行也沒有冰渡，它可供汽車和卡車交通和公共汽車服務。
建造永久性橋樑的想法出現在1993-1995年，但想法並沒有超出調查工作的範圍。橋樑設計已經修改了不止一次。2014年7月，在中俄博覽會上，阿穆爾州州長奥列格·科热米亚科（Олег Кожемяко）宣佈該橋將於2015年開始建造。計劃橋要通過公鐵合併，必須先建造一条公路。
2016年12月24日，總部首次召開了橫跨阿穆爾河的公路橋大規模建設定向會議。2019年5月31日，汽車橋跨度對接，11月29日宣佈竣工。貨運交通計劃於2020年4月啟動，客運在一年後建造永久收费站开始。由于疫情影响，桥梁暂缓开通，延至2022年6月10日才举行开通仪式。

### 黑河-布拉戈维申斯克跨境贸易
2019年，俄羅斯聯邦政府批准2025空間發展戰略。其中城市群的發展發揮關鍵作用，阿穆爾州被定義為優先地緣戰略地區。布拉戈維申斯克市開始應用該領土的空間發展實踐。跨境集聚專项將成為歐亞經濟聯盟和「一帶一路」項目一體化融合框架內的關鍵增長點之一。作為專案的一部分，市政府已經做了認真的準備工作。2019年5月24日，布拉戈維申斯克市政府和黑河市人民政府簽署合作備忘錄，形成跨境集聚的概念。該集聚區包括布拉戈維申斯克和黑河市，以及上布拉戈维申斯克、奇吉里（Чигири）和卡尼库尔干（Каникурган）等村莊。該項目的目標是最大限度地利用布拉戈維申斯克市和黑河市之間的經濟合作機會，在中俄邊境創建最大的運輸，物流和經濟中心，這將有助於實現中小企業的投資潛力。

## 媒体
布拉戈維申斯克數位、闭路電視和無線電廣播的主要運營商是俄羅斯電視及廣播電台網阿穆爾地區廣播電視發射中心。電視和廣播信号從布拉戈維申斯克電視塔发射。該市約有四十家報紙，包括自1918年以來出版的《阿穆爾真理報》。布拉戈維申斯克和阿穆尔州最大的新聞機構是 ИА Амур.инфо、ampravda.ru 以及 portamur.ru。

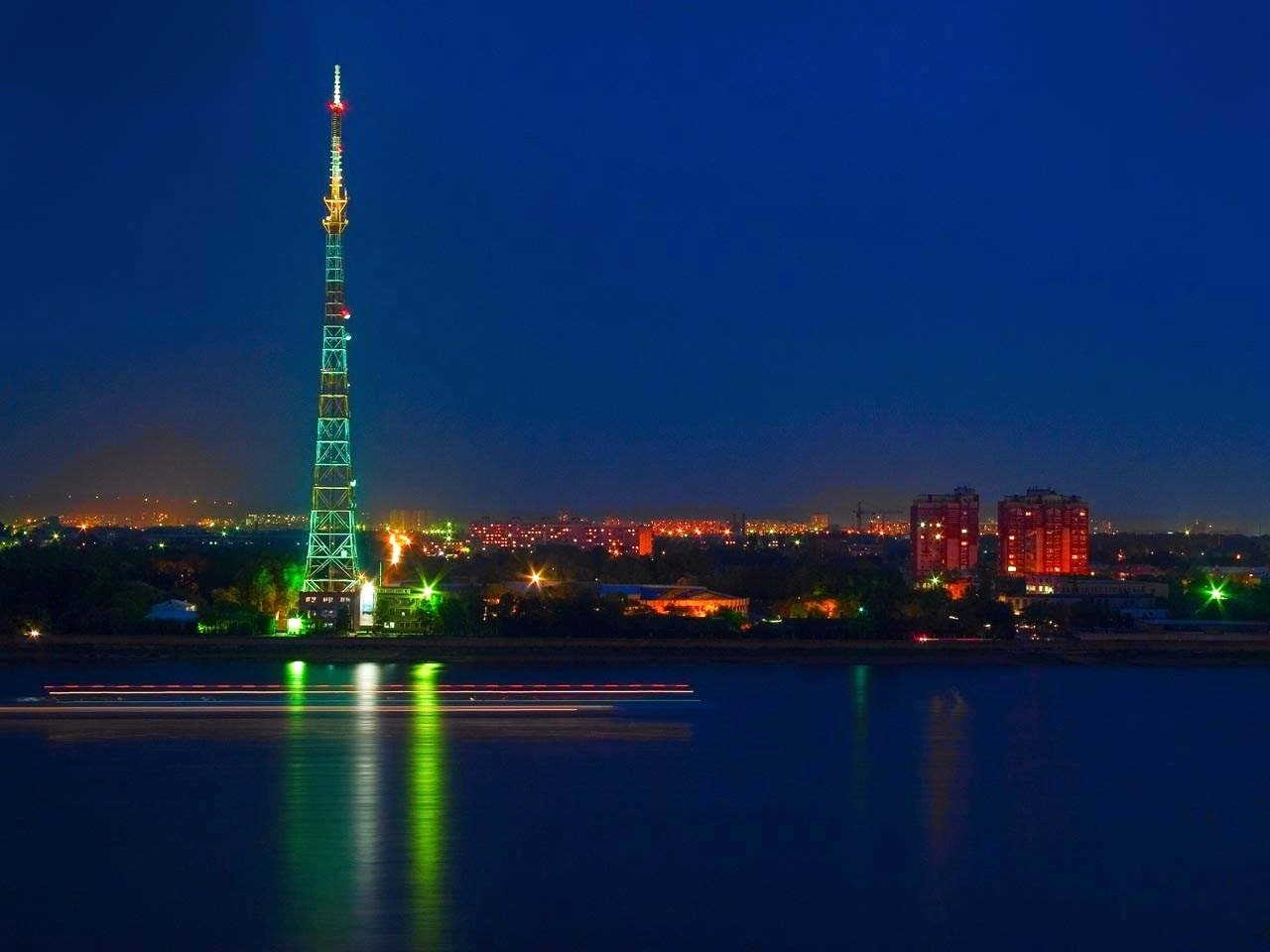
电视塔

### 电视

#### 闭路电视频道
- 31 TVK — Ю
- 34 TVK — 第一多路复用（第一頻道、俄羅斯-1、匹配 TV、獨立電視台、第5频道、俄罗斯 К、俄罗斯24、轮播、ОТР 和电视中心）
- 36 TVK — 第二多路复用 (РЕН TV、斯帕斯、СТС、家、TV 3、星期五、红星电视台、世界、ТНТ 和 МУЗ TV)

#### 模拟电视频道
- 3 TVK — 第一频道
- 5 TVK — СТС—布拉戈维申斯克 / МУ ИА 城市
- 10 TVK — 俄羅斯-1 / ГТРК 阿穆尔
- 25 TVK — 中心 TV — 远东
- 27 TVK — ТНТ — 布拉戈维申斯克 / 阿尔法
- 35 TVK — НТВ
- 39 TVK — 阿穆尔州电视台
- 43 TVK — 第5频道
- 45 TVK — 星星

### 广播电台
- 87.7 FM — 汽车广播
- 88.7 FM — 香颂广播
- 89.1 FM — 乡村别墅广播
- 89.7 FM — 黑龍江都市女性廣播
- 90.2 FM — 灯塔广播电台
- 91.0 FM — 俄罗斯广播电台阿穆尔广播
- 91.4 FM — Love 广播
- 100.6 FM — 共青团真理广播
- 101.5 FM — ENERGY 广播
- 102.0 FM — 黑龙江音乐广播
- 102.5 FM — 黑龙江大学广播
- 103.3 FM — 俄语广播
- 103.8 FM — 黑龙江信息广播
- 104.4 FM — 交通广播
- 104.8 FM — 黑龙江生活广播
- 105.1 FM — 欧洲 plus 广播
- 105.5 FM — 婴儿广播
- 106.3 FM — 和平广播
- 106.9 FM — 黑龙江交通广播
- 107.3 FM — 消息 FM

## 教育
布拉戈維申斯克高等教育機構：
- 阿穆爾國立大學
- 阿穆爾國立醫學院
- 布拉戈維申斯克國立師範大學
- 遠東州立農業大學
- 远东高等联合兵种指挥学校
- 莫斯科創業學院分院
- 新西伯利亞州水運科學院分院
- 人員配置學院阿穆爾分校

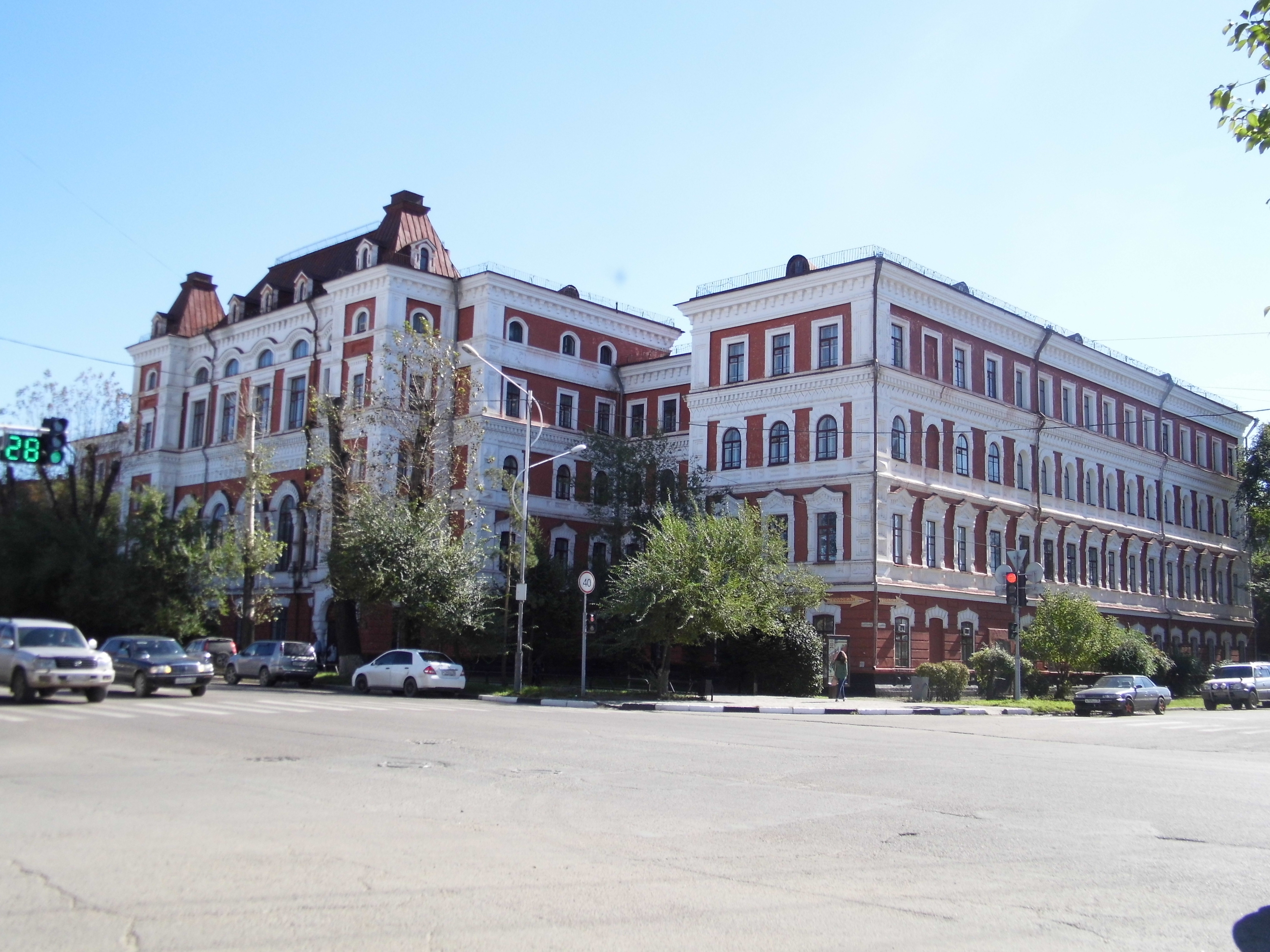
师范大学

- 海軍上將Г.И.涅维勒斯基海事州立大學阿穆尔分校（河流学校）
- 現代人道主義學院布拉戈維申斯克分校
- 哈巴羅夫斯克國立經濟與法律學院布拉戈維申斯克分校
- 莫斯科國立技術大學 МАМИ 分校（布拉戈維申斯克分校）

在布拉戈維申斯克，有15所中等專業教育機構。根據2006年的數據，大學、技術學校和職業學校的學生人數占該市人口的22%。全市有25所學校和3個體育館。

## 文化
布拉戈維申斯克擁有豐富的歷史和文化遺產。該市有一座劇院，一座木偶劇院，三座公園，六座電影院和一座社會和文化中心，并建四個配備噴泉的休閒區。

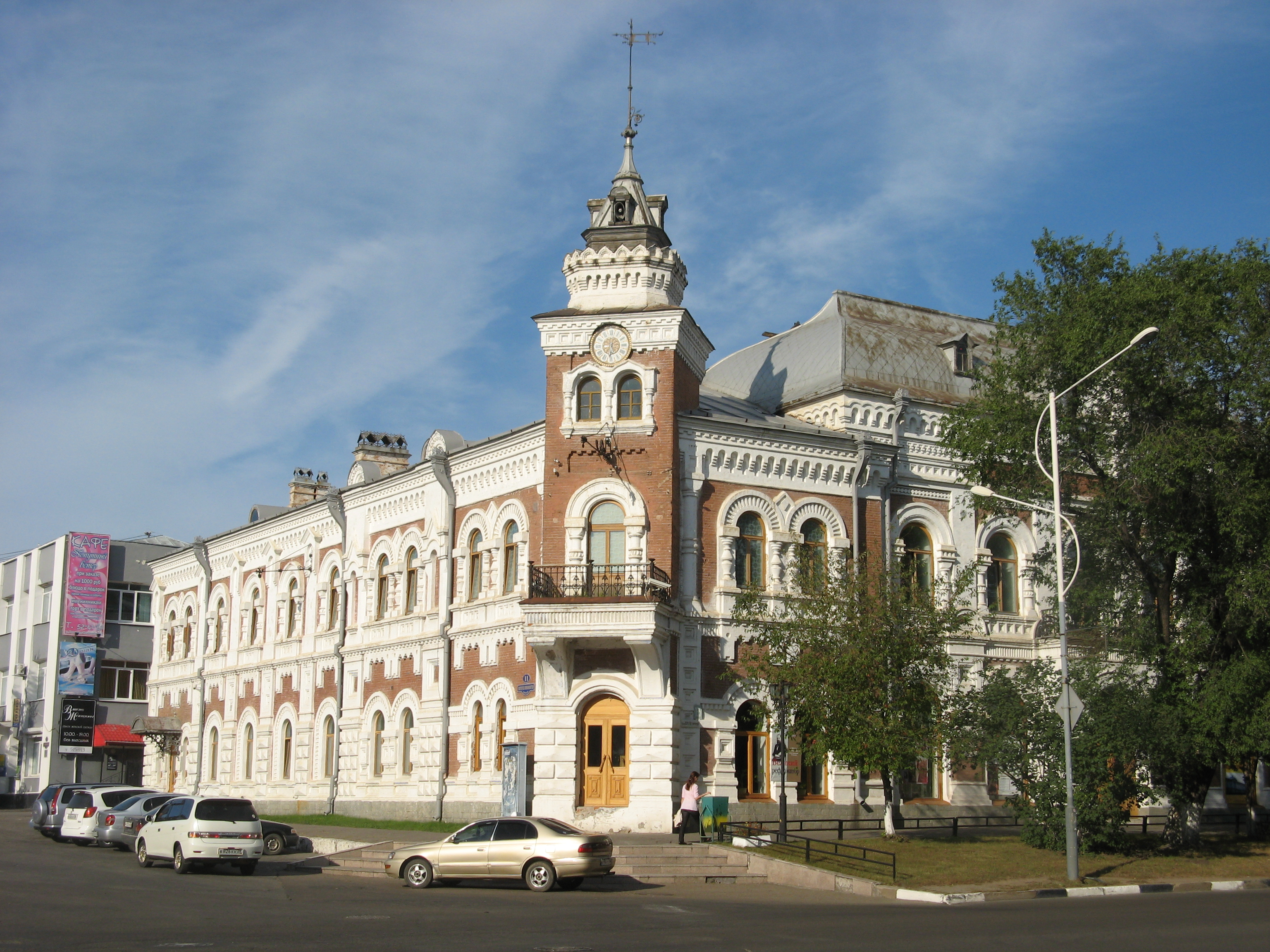
地志博物馆

阿穆尔州地志博物馆以遠東古老的Г.С.诺维科瓦-道斯格罗命名，是該市的主要歷史建築之一，由市杜馬1891年8月16日創立，是十九世紀的建築，建築師來自德國。博物館包含歷史展品 ——見證了世紀之交城市和地區的歷史和文化，重要政治事件。在博物館展出的展品中還有獨特的达斡尔人和鄂溫克薩滿的服裝和屬性，二十世紀初在滕达地區發現的乌斯季-纽克任斯基隕石和化石。
阿穆爾古生物學博物館於1997年阿穆爾綜合研究所（現為俄羅斯科學院遠東分院地質與環境管理研究所）成立，2007年3月1日升为獨立單位、俄羅斯科學院遠東分院阿穆爾科學中心的一部分。博物館展覽的基礎是阿穆尔地區挖掘出來的獨特發現，該地區有幾個獨特的古生物物體，包括布拉戈维申斯克恐龍地點。該博物館收藏了俄羅斯最大的恐龍收藏品，根據這些骨骼重构獨特的恐龍。這些發現包括暴龍科掠食性恐龍的遺骸。有全息圖案的藏品是該國的民族遺產。
在布拉戈維申斯克，有遠東最古老的：
- 教區女子學院（現為第一師範學院），於1901年根據神聖政府主教會議的法令開放;
- 1號印刷廠，自1862年開始運營（最初使用兩種语言：俄語和滿語——用於出版報紙《滿族之友》）;
- 該市第一個公共圖書館，成立於1859年;
- 河學校，自1899年開始運營;
- 阿列克谢耶夫斯卡娅女子體育館（現為第4中學），建於1874年。

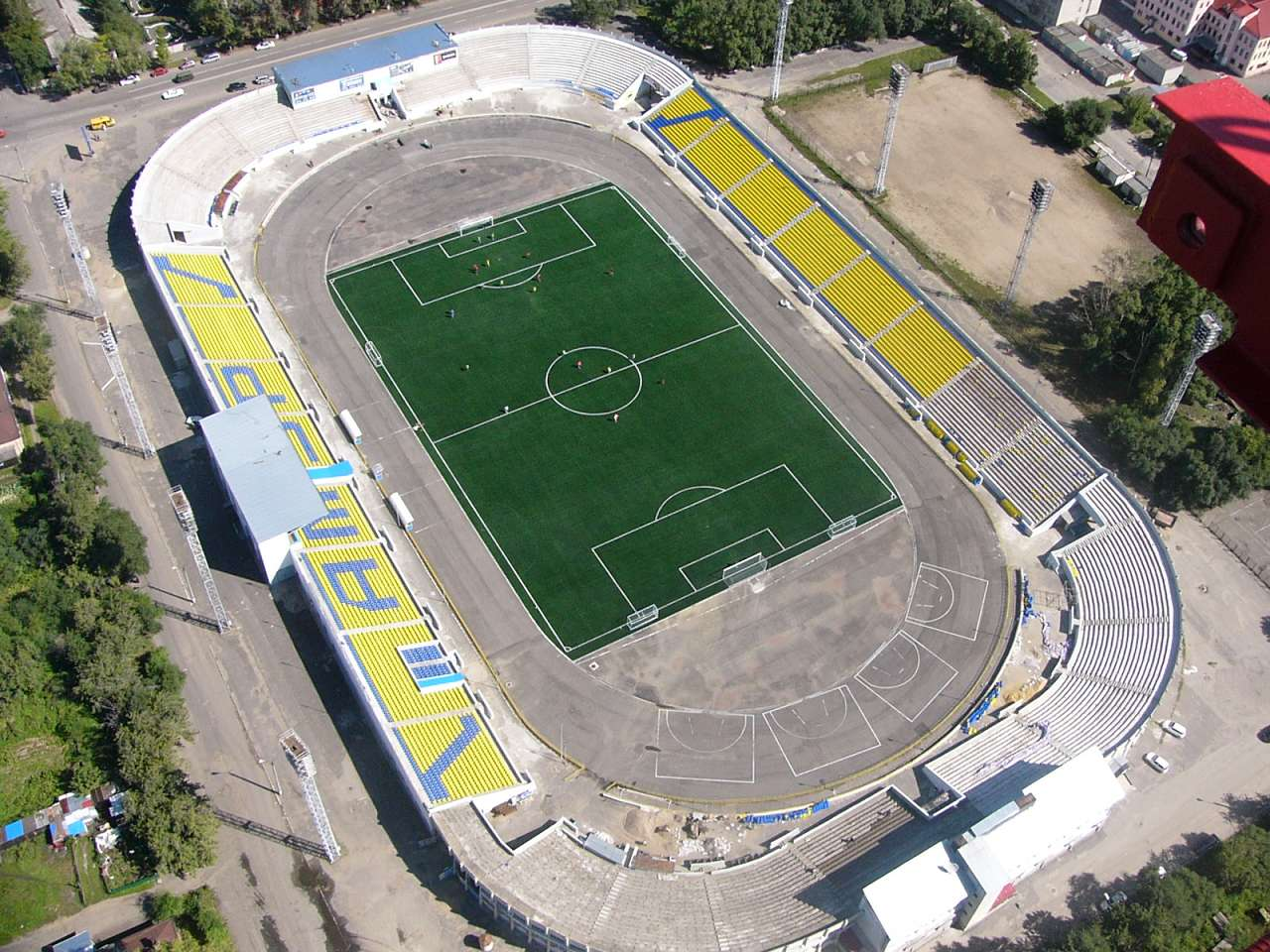
阿穆尔体育场

在城市的土地上，有80多個建築和紀念性藝術古跡。布拉戈維申斯克的地标是凱旋門，2003-2005年根据檔案重建，位於1936年拆除的1891年原始拱門的遺址上。十九世紀原始木製建築的樣本仍保存在城市中。在阿穆爾河的堤岸上，矗立着一座紀念城市創始人東西伯利亞總督尼古拉·尼古拉耶维奇·穆拉维约夫-阿穆尔斯基的紀念碑。
該市有三座東正教教堂。一座修道院的建立是為了紀念上帝的大天使加百列和其他無形的天國力量。執政的主教是盧西恩，布拉戈維申斯克和廷丁斯基（列昂尼德·庫岑科）的主教。當地的神社是上帝之母神奇的阿爾巴津聖像，被稱為“肉體的話語”。
自2002年以來，布拉戈維申斯克每年都舉辦一個開放的俄羅斯電影和戲劇節“阿穆爾之秋”，直到2010年成为開放的俄羅斯電影論壇“阿穆尔之秋”。電影節的競賽節目包括俄羅斯電影的新奇事物，以及俄羅斯著名演員參與的招商表演。“阿穆爾之秋”節的獎項描繪了一隻丹顶鹤。2007年，在阿穆爾秋季電影論壇期間，金球獎得主、義大利女演員珍娜·露露布莉姬妲訪問了這座城市。為此，她進行了12個小時的飛行，时年80歲。下飛機後，這位女演員說：“終於，我在西伯利亞了！”她說，布拉戈維申斯克給她的印象是一座明亮的城市。

## 名胜古迹

### 建築
1896-1901年在布拉戈維申斯克建造了雄偉的三一教堂，“遠東建築的明珠”，也被稱為沙德林大教堂，以紀念商人谢苗纳·沙德林（Семёна Шадрин）投资建設教堂。大教堂是位於聖彼德堡古图耶夫斯基島上的主顯節教堂的複製品。1936年7月，沙德林大教堂被摧毀。2008年，決定修復大教堂。

### 自然與考古
20世紀40年代後期發現了一個恐龍墓地。採石場工作的爬行動物骨頭是由一名普通學童發現的。他帶到當地的歷史博物館，並展示給那些立即對這個獨特地方感興趣的科學家。20世紀80年代，挖掘工作積極進行，然後中斷了幾年。近年來，俄羅斯科學家和比利時的古生物學家都致力於古代骨骼的提取。

### 其他
- 1918-1922年间死于苏联权力的 118 名战士的墓坑。埋有Ф.Н.穆欣（Мухин）、В.И.什玛诺夫斯基（Шимановский）、С.Ф.沙德林和Я.Г.沙里夫（Шариф）。
- 以列宁命名的舰队维修保养基地的勇士纪念碑。在第二次世界大战中为国家的自由和独立而战死的战士，1941-1945年，安装于1957年。
- 家庭前线工人纪念碑（俄语：Памятник труженикам тыла (Благовещенск)），2015年开放。
- 穆拉维约夫-阿穆尔斯基纪念碑是阿穆尔州的一张名片。1993年阿穆尔河堤岸上安装了一座3米高的阿穆尔雕塑家尼古拉·加尔那别德的矩形基座纪念碑。2011年大堤的大规模重建中，纪念碑有细微的变化，底座由绿色花岗岩变成了圆形。2017 年，纪念碑被移到离阿穆尔河更近的几十米处[57]。
- 英诺坚季纪念碑是花岗岩基座上的青铜半身像，1998年竖立在现在以他的名字命名的小巷中。
- 英诺坚季（俄语：Иннокентий (Вениаминов)）和城市的创始人穆拉维约夫-阿穆尔斯基的纪念碑，在一个共同的基座上以石头永垂不朽。2009年安装在大教堂附近。该雕塑的作者是雕塑家瓦列里·拉兹格涅夫（Валерий Разгоняев），铸造于乌兰乌德[58]。
- 彼得和费夫罗尼亚（俄语：Пётр и Феврония）的紀念碑是登記處附近廣場上的一座三米青銅雕塑，描繪了一對身穿王室長袍、手裡拿著鴿子的聖潔夫婦，是忠誠的象徵[59]。
- 城市堤岸上的藝術品，一座七米高的美洲龍雕塑，在安裝時是這種史前動物最精確的雕塑重建，以及冥犬龍的痕跡[60]。

## 友好城市

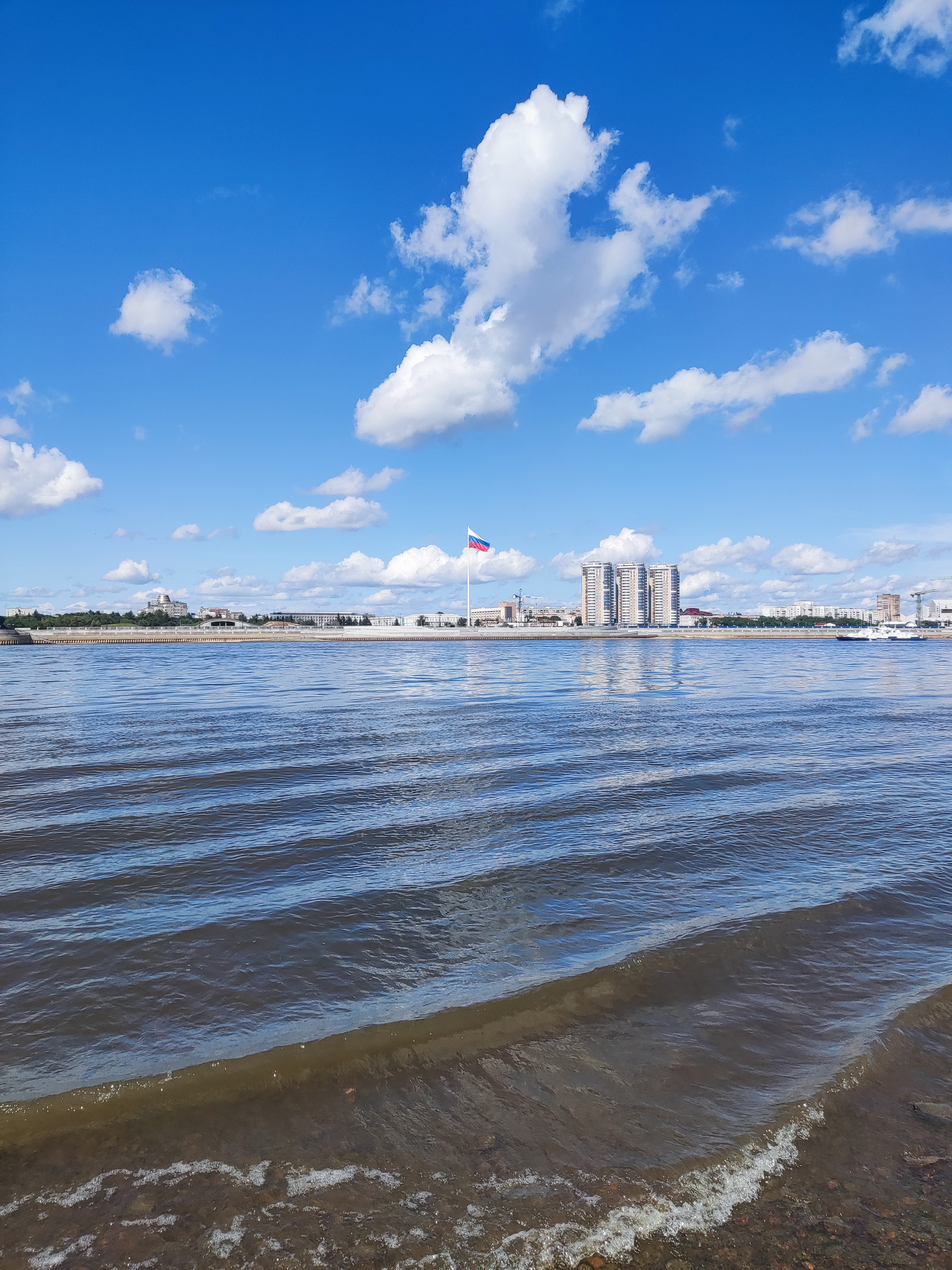
在黑河市遥望俄布拉戈维申斯克（海兰泡）

| 国家 | 友好城市   | 缔结年份 |
| ---- | ---------- | -------- |
| 中国 | 黑河市     | 2009     |
| 中国 | 五大连池市 | -        |
| 中国 | 天津市     | 2015     |